# Vyšehrad (Žiar)
Vyšehrad (829,1 m n. m.) je lesnatý, na vrcholu částečně odlesněný vrch na Slovensku, v hřebeni pohoří Žiar. Nachází se na hranici okresů Turčianské Teplice a Prievidza, ve stejnojmenném geomorfologickém podcelku.
Na východním úpatí se nachází obec Jasenovo, na západním je obec Vyšehradné. Díky své výhodné poloze nedaleko Vyšehradského sedla, jako spojnice Hornonitrianské a Turčianské kotliny, se stal jeho vrchol místem zájmu několika kultur, včetně Keltů a Slovanů. Na těžko dostupné vrcholové plošině se tak zachovaly archeologické pozůstatky z těch dob, nejvýraznější pocházejí z období Velké Moravy, kdy bylo hradiště Vyšehrad důležitým centrem Velkomoravské říše.
Území na vrcholu je součástí NPR Vyšehrad.

## Přístup
- po  červeně značeném turistickém chodníku z Vyšehradského sedla (579 m n. m.)